# Area metropolitana di Waterloo-Cedar Falls

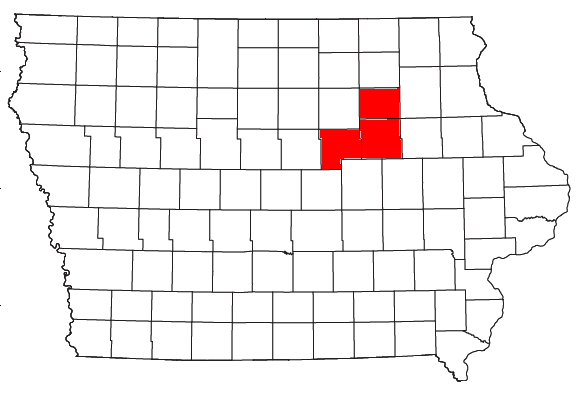
Localizzazione dell'area metropolitana

L'area metropolitana di Waterloo-Cedar Falls è un'area metropolitana degli Stati Uniti d'America che comprende le città di Waterloo e Cedar Falls nello stato dell'Iowa, oltre alle zone circostanti.
L'area metropolitana di Waterloo-Cedar Falls ha una popolazione di 164.910 (stima 2009). L'area metropolitana, come definito dall'Ufficio per la gestione e il bilancio, si compone di tre contee, tutte nell'Iowa. Oltre alle città principali, le contee consistono principalmente di comunità rurali, la maggior parte delle quali hanno una popolazione inferiori ai 1 000 abitanti.

## Contee
- Contea di Black Hawk
- Contea di Bremer
- Contea di Grundy

## Città principali
- Waterloo (68 406 abitanti)
- Cedar Falls (39 993 abitanti)
- Waverly (10 035 abitanti)

## Demografia
Al censimento del 2000, risultarono 163,706 abitanti, 63,527  nuclei familiari e 41,885 famiglie residenti nell'area metropolitana. La composizione etnica dell'area è 90.62% bianchi, 6.29% neri o afroamericani, 0.15% nativi americani, 0.86% asiatici, 0.04% isolani del Pacifico, 0.75% di altre razze e 1.56% ispanici e latino-americani.
Il reddito medio di un nucleo familiare è di $39,163 mentre per le famiglie è di $48,108. Gli uomini hanno un reddito medio di $33,119 contro $22,549 delle donne. Il reddito pro capite dell'area è di $19,075.
| Area metropolitana di Waterloo-Cedar Falls Popolazione |                 |
| 1990                                                   | 130.269         |
| 2000                                                   | 163.706         |
| 2009                                                   | 164.910 (stima) |